# Vadim Shershenevich
Vadim Gabrielevich Shershenevich, em russo "Вадим Габриэлевич Шершеневич, (Kazan, 25 de janeiro de 1893 – Barnaul, 18 de maio de 1942.) foi um poeta, teórico e dramaturgo russo que passou por várias escolas poéticas e literárias.

## Biografia
Inicialmente próximo do Simbolismo, foi saudado com entusiasmo por Aleksandr Blok. Posteriormente, participa da criação do grupo ego-futurista e se aproxima do futurismo italiano de Marinetti, de quem foi tradutor e com quem teve contato pessoal, sendo um dos únicos futuristas russos que dá as boas vindas a este em 1914, em sua ida à Rússia . Criou o o almanaque “Mezanino da Poesia”, em 1913, embora a prática poética ali demonstrada parecesse dessemelhante em relação ao futurismo italiano e mesmo ao russo.
A partir de 1914 começa a desenvolver a teoria do Imagismo russo e, de 1918 a 1920, se torna o teórico do grupo formado por nomes como o poeta Serguei Iessienin, chamado de "Círculo dos Imagistas", que opõem-se tanto ao simbolismo como ao futurismo. Em 1926 irá romper com esta estética e dedicar-se ao teatro.
Após a Revolução de 1917, além da sua atividade como poeta, teórico e dramaturgo, trabalhou na "ROSTA", a agência de notícias estatal na Rússia soviética, elaborando cartazes, como Vladimir Maiakovski. também deu aulas de poesia no Proletkult.
Junto a Vassíli Kamiênski participou na fundação da "União Geral Russa de Poetas", sendo o seu presidente por mais de um ano, a partir de 1919.
Foi tradutor de poetas e escritores como Charles Baudelaire, Bertolt Brecht, e Shakespeare.